# 2-Etoxinaftalè
El 2-etoxinaftalè, també anomenat èter etil 2-naftílic o bromelia, és un compost orgànic que s'empra com a ingredient en perfumeria.

## Síntesi
La producció es pot fer mitjançant la síntesi d'èters de Williamson a partir de naftolat de sodi amb bromoetà o sulfat de dietil, o bé mitjançant la reacció del 2-naftol amb etanol i àcid sulfúric.

## Compostos relacionats
- 2-Metoxinaftalè